# 알리사르 아일라부니
알리사르 아일라부니(Alisar Ailabouni, 1989년 3월 21일 ~ )는 시리아 태생 오스트리아의 모델이다. 도전! 슈퍼모델 독일 시즌 5 우승자이다.